# Heinrich Prinzhorn

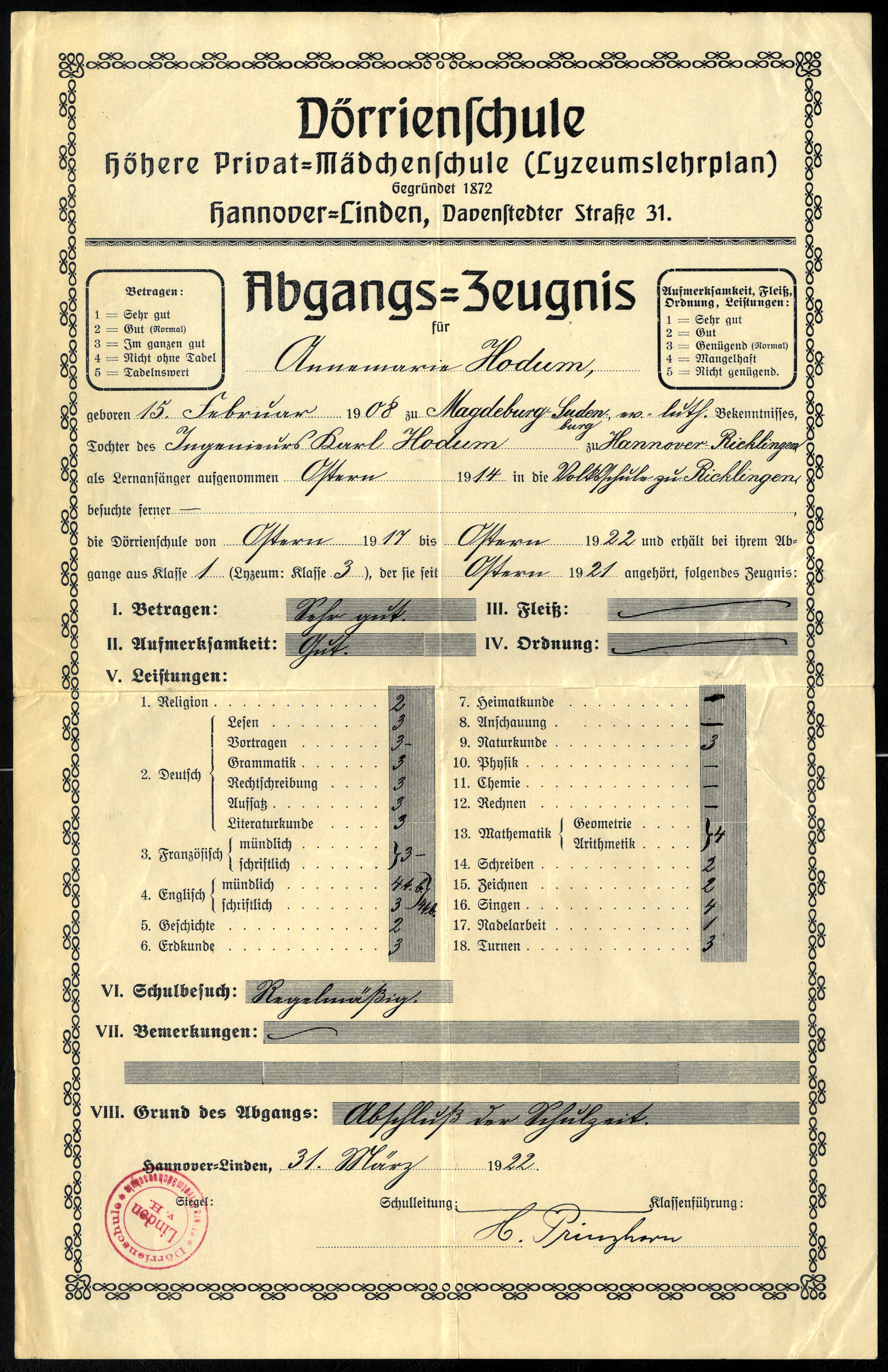
Zeugnis der Höheren Privat-Mädchenschule Dörrienschule in der Davenstedter Straße 31 in Linden von 1922 mit der Unterschrift von Direktor Heinrich Prinzhorn

Heinrich Prinzhorn (* 14. Juli 1862 in Diepholz; † 29. Juli 1940 in Hannover) war ein deutscher Lehrer und Direktor der in Linden seit 1872 betriebenen privaten Mädchenschule Dörrienschule in der Davenstedter Straße.

## Leben
Heinrich Prinzhorn wurde 1915 als Abgeordneter in den Hannoverschen Provinziallandtag gewählt, dem er bis zum Beginn der Weimarer Republik im Jahr 1919 angehörte.
Ebenfalls 1919 erwarb Prinzhorn die schon im Jahr 1872 gegründete Private Höhere Mädchenschule Dörrienschule in der Davenstedter Straße 31 im heutigen hannoverschen Stadtteil Linden-Mitte, in der er als Lehrer unterrichtete und die er als Direktor leitete.
Heinrich Prinzhorn starb im Alter von 78 Lebensjahren am 29. Juli 1940 in Hannover.